# Pyrausta oenochrois
Pyrausta oenochrois is een vlinder van de familie van de grasmotten (Crambidae). De wetenschappelijke naam van deze soort is voor het eerst voorgesteld als Thisanotia oenochrois door Edward Meyrick in een publicatie uit 1889.
De soort komt voor in Papoea-Nieuw-Guinea en Australië (Queensland). De spanwijdte bedraagt ongeveer 1,5 centimeter.